# جي دي كار
جي دي كار (Guy des Cars) (6 مايو 1911 - 21 ديسمبر 1993)، هو كاتب وروائي فرنسي، له مؤلفات كثيرة أشهرها مانشره في سلسلته الشعبية «قرأت» التي بيع منها أكثر من 32 مليون نسخة. كما تُرجمت قصصه الى 21 لغة.

## حياته
وُلد في باريس في 6 مايو 1911م، ينتمي إلى أسرة نبيلة ويحمل لقب «كونت»، بدأ حياته صحافيا، تزوج أكثر من مرة، وفي 12 مايو 1947 تزوج من الفنانة الغنائية مارث كلاكين. وهو والد الصحفي جان دي كار(بالفرنسية).

## وفاته
تُوفي يوم 21 ديسمبر 1993 في باريس، إثر إلتهاب رئوي عن عمر يناهز 83 عاما. ودفن في مقبرة هوتفورت في دوردوني.

## من مؤلفاته
- سلسلته الشعبية (قرأت).
- الضابط الذي لايحمل اسما.
- الدنسة.
- قصر اليهودية.
- الوحش.
- ثمن الخطيئة.[4]